# I Walk Alone
I Walk Alone is de eerste single van het album My Winter Storm van Tarja, uitgebracht op 26 oktober 2007 door Universal Music Group.

## Nummer
Het lied werd geschreven door Mattias Lindblom en Anders Wollbeck. Het is geïnspireerd op een motief uit Mozarts Requiem.
Volgens Turunen beschrijft het heel goed haar persoonlijkheid en identificeert het haar als zangeres.
Sommige fans zien het als haar antwoord op Bye Bye Beautiful van Nightwish, een lied dat op haar doelde. Het lied gaf aan dat zij er klaar voor was zonder Nightwish verder te gaan.

## Muziekvideo
De muziekvideo werd opgenomen in Devil's Lake in Berlijn en geregisseerd door Jörn Heitmann (die al eerder met Turunen had samengewerkt en in 2005 ook de muziekvideo voor Sleeping Sun van Nightwish had geregisseerd). Turunen speelde zelf vier personages in de video, te weten de Feniks, de Dode Jongen, de Pop en de IJskoningin.

## Lijst van Nummers
Van de single bestaan twee versies:
| Versie 01                                |
| ---------------------------------------- |
| 01 - I Walk Alone (singleversie)         |
| 02 - The Reign (albumnummer)             |
| 03 - I Walk Alone (The Tweaker-remix)    |
| 04 - I Walk Alone (video - singleversie) |

| Versie 02                                        |
| ------------------------------------------------ |
| 01 - I Walk Alone (artistversie)                 |
| 02 - Ciarán's Well (albumnummer)                 |
| 03 - I Walk Alone (Darkroommix van Deviousnoise) |
| 04 - I Walk Alone (video - artistversie)         |